# Tottenham Hotspur F.C.
Tottenham Hotspur Football Club (ang. wym. [ˌtɒtnəmˈhɒtspɜ:]) – angielski klub piłkarski z siedzibą w londyńskiej dzielnicy Tottenham, założony w 1882 roku jako Hotspur F.C. dwukrotny mistrz Anglii, ośmiokrotny zdobywca Pucharu Anglii, zwycięzca Pucharu Zdobywców Pucharów oraz trzykrotny triumfator rozgrywek o Puchar UEFA/Ligi Europy. Pierwszy klub w Anglii, który w XX wieku zdobył „podwójną koronę”, czyli mistrzostwo oraz krajowy puchar w jednym sezonie (1961). Aktualny triumfator Ligi Europy, pierwszy raz od 1984
Odwiecznym rywalem Tottenhamu jest drużyna z sąsiedniej gminy Londynu – Arsenal. W swojej historii występów w Premier League Spurs kończyli sezon przed Arsenalem w 1993, 1995, 2017, 2018 i 2022 roku. Arsenal kwalifikował się do wszystkich edycji Ligi Mistrzów od 2005 do 2016, natomiast Tottenham siedem razy w latach 2010 oraz 2016-2024.
Do najbardziej znanych fanów tego zespołu należą aktorzy Jude Law, Pierce Brosnan oraz znany z filmów i boiska Vinnie Jones, a także Phil Collins, Adele, zespoły Klaxons oraz popularny w latach 70. Status Quo, Dave Murray (gitarzysta heavymetalowego zespołu Iron Maiden), pisarz Salman Rushdie, Taco Hemingway, dziennikarz Michał Okoński, prominentny polityk konserwatywny Iain Duncan Smith, znana z występów w Spice Girls Emma Bunton, koszykarz Steve Nash oraz aktor Leo Gregory, który w filmie Green Street Hooligans grał fana West Ham United. W przeszłości do kibiców Totttenhamu zaliczali się także Bob Marley i piosenkarka Amy Winehouse.

## Historia

### Utworzenie i pierwsze lata (1882-1907)

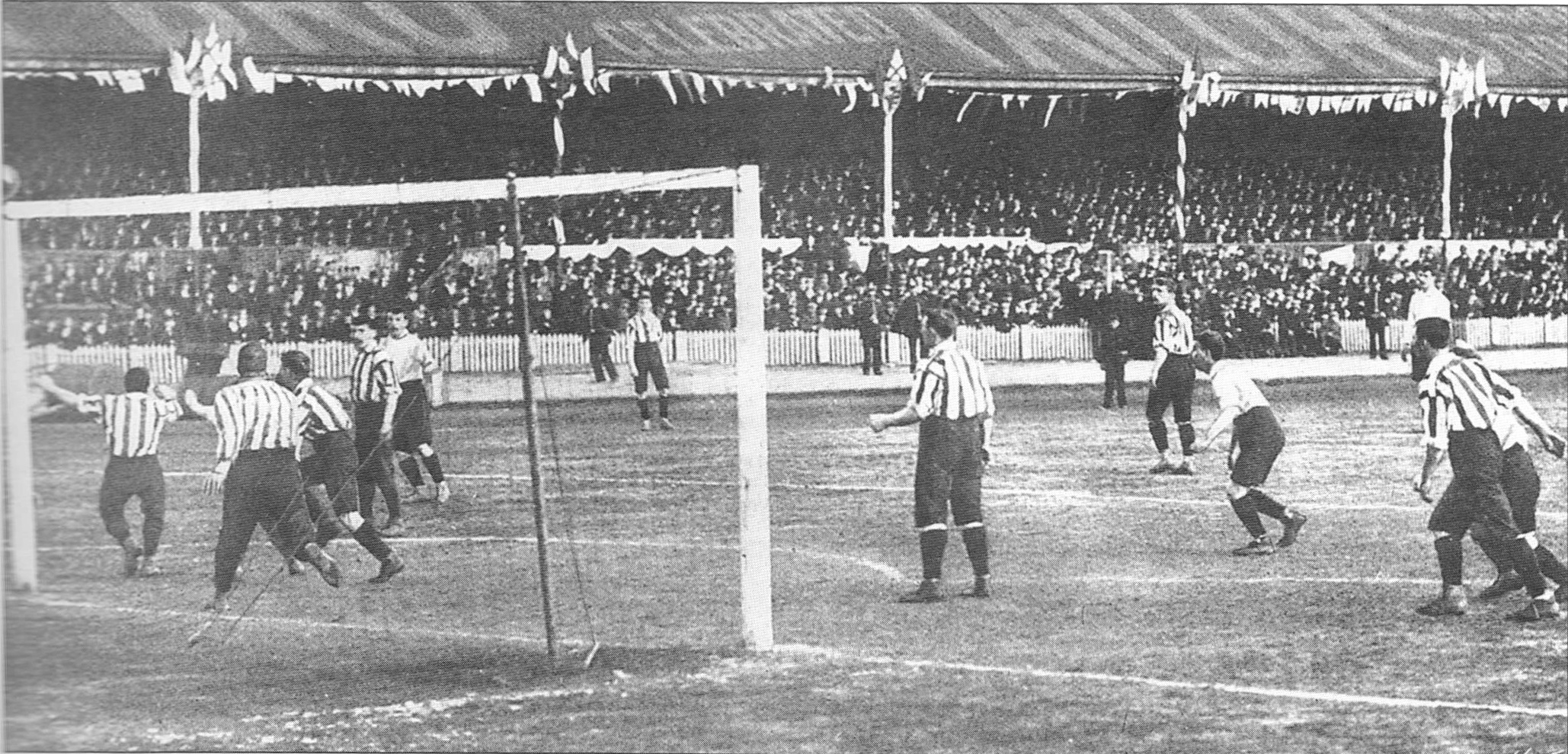
Mecz finałowy FA Cup przeciwko Sheffield United w 1901 roku

Klub był pierwotnie nazwany Hotspur i został utworzony 5 września 1882 roku, przez grupę szkolnych chłopców, prowadzoną przez Roberta Buckle i dwóch jego przyjaciół. Byli członkami Klubu Krykietowego w Hotspur, a drużynę piłkarską utworzyli, aby w dalszym ciągu uprawiać sporty w przerwie zimowej. Rok później zażądali pomocy od Johna Ripshera, który był nauczycielem klasy biblijnej w kościele All Hallows. Jak się później okazało został pierwszym prezesem klubu i jego skarbnikiem. Ripsher pomagał i wspierał swoich podopiecznych, a potem zreorganizował i znalazł siedzibę klubu. W kwietniu 1884 roku, dzięki wysłaniu listu z innego klubu London Hotspur, kierowanego do North London, nazwa drużny została zmieniona na Tottenham Hotspur Football Club, aby uniknąć dalszego zamieszania.
Początkowo chłopcy grali między sobą, traktując je jako zabawa, oraz rozgrywali mecze z innymi klubami lokalnymi.
Drużyna po raz pierwszy wzięła udział w Pucharze Stowarzyszenia w Londynie i wygrała swój pierwszy mecz 17 października 1885 roku. Mecze klubu zaczęły przyciągać zainteresowanie społeczności lokalnej, przez co frekwencje na meczach stale rosły. W 1892 roku zagrali po raz pierwszy w ligowym meczu.
Klub został uznany za profesjonalny 20 grudnia 1895 roku, a latem 1896 roku został dopuszczony do Angielskiej Ligi Południowej. 2 marca 1898 roku klub stał się również spółką z ograniczoną odpowiedzialnością, pod nazwą Tottenham Hotspur Football and Athletic Company. Frank Brettell wkrótce został mianowany pierwszym menedżerem Spurs, i podpisał kontrakt z Johnem Cameronem, który przejął kontrolę nad drużyną, podczas gdy Brettell opuścił klub rok później. Cameron miał znaczący wpływ na Spurs, zdobywając w tym klubie pierwsze trofeum, a mianowicie tytuł Southern League. W następnym roku, 27 kwietnia 1901 roku, Spurs zdobyli Puchar Anglii po pokonaniu Sheffield United 3:1.

### Wczesne lata w ligowych zmaganiach (1908-1957)

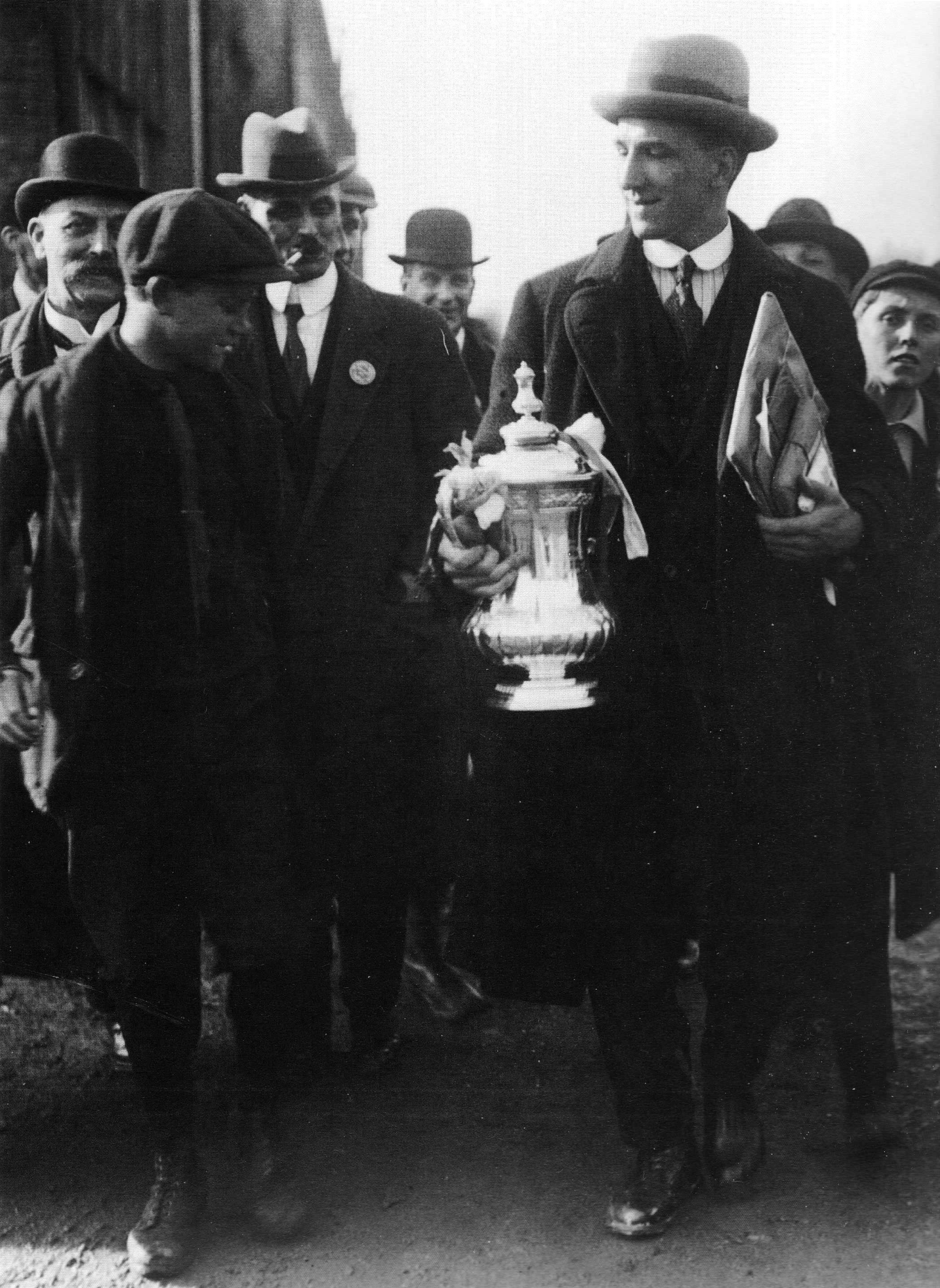
Arthur Grimsdell niosący puchar razem z fanami w 1921 roku

W 1908 roku klub uzyskał natychmiastowy awans do First Division. W 1912 roku Peter McWilliam został dyrektorem klubu. Jego rekordy w tamtejszych latach były imponujące, jednak Tottenham znalazł się na końcu ligowej tabeli pod koniec sezonu 1914-15, kiedy piłka nożna została zawieszona z powodu I wojny światowej. Spurs zostali zdegradowani do Division Two po wznowieniu ligi po wojnie, ale szybko powrócili do Division One jako mistrz w sezonie 1919-20.
23 kwietnia 1921 roku McWilliam poprowadził Spurs do drugiego zwycięstwa Pucharu Anglii, pokonując Wolverhampton Wanderers 1:0 w finale. W 1922 roku sezon skończyli na drugim miejscu w lidze, ale w następnych pięciu sezonach kończyli zmagania w środku tabeli.
Tottenham został zdegradowany w sezonie 1927-28 po tym jak McWilliam odszedł z klubu. Przez większość lat 30. i 40. Spurs grali poza czołówką, oprócz krótkiego powrotu do najwyższej klasy rozgrywkowej w sezonie 1933-34 i 1934-35.
Arthur Rowe, były piłkarz klubu, został trenerem drużyny w 1949 roku. Rowe opracował styl gry, znany jako „push and run”, który pozwolił mu odnieść sukces jako menedżer. Awansował z drużyną do Division One w sezonie 1949-50. W drugim sezonie zdobył tytuł mistrzowski. Jednak zrezygnował w kwietniu 1955 roku ze względu na chorobę i stres związany z zarządzaniem klubem. Zanim jednak wyjechał, podpisał kontrakt z gwiazdą Danny’em Blanchflower’em, który dwa razy wygrał nagrodę piłkarza roku FWA w Tottenhamie.

### Bill Nicholson i lata świetności (1958-1974)
Bill Nicholson objął stanowisko trenera w październiku 1958 roku. Nicholson został uznany w klubie za najlepszego trenera, prowadząc zespół do dużego sukcesu, zdobywając trofeum trzy sezony z rzędu. Nicholson wykonał trzy ważne transfery. Do klubu dołączyli Dave Mackay i John White w 1959 roku. Byli to dwaj wpływowi gracze, a Jimmy Greaves w 1961 roku, został najbardziej bramkostrzelnym piłkarzem w historii Football League.

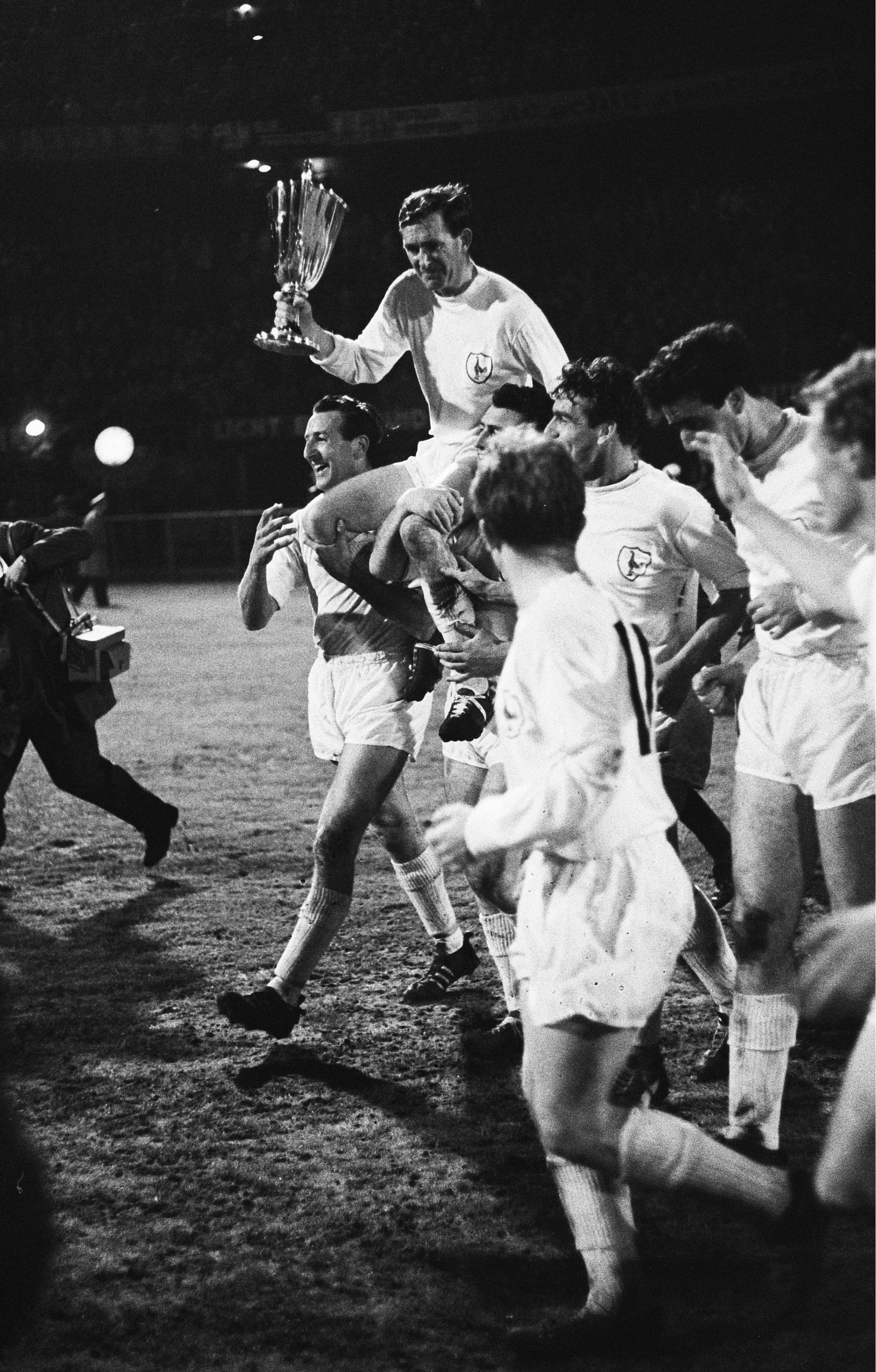
Danny Blanchflower świętujący trium w Cup UEFA Winner Cup w 1963 roku.

Sezon 1960-61 rozpoczął się od 11 zwycięstw, w tym czasie był to najlepszy start jakiegokolwiek klubu w pierwszej części rozgrywek. Tytuł drużyna zdobyła w dniu 17 kwietnia 1961 roku, kiedy odnieśli trium z wicemistrzem Sheffield Wednesday u siebie 2:1. Zdobyli podwójną koronę, gdy wygrali 2:0 z Leicester w finale Pucharu FA Cup w 1961 roku. W kolejnym roku Spurs wygrał ponownie FA Cup, pokonując Burnley.
15 maja 1963 roku Tottenham stał się również pierwszym brytyjskim zespołem, który wygrał europejskie trofeum, zdobywając Puchar Zdobywców Pucharów, odnosząc zwycięstwo nad Atlético Madryt 5:1. Spurs zdobył kolejne europejskie trofeum, gdy wygrał Puchar UEFA 1971-72 z odbudowanym zespołem, który tworzyli: Martin Chivers, Pat Jennings i Steve Perryman. W 1967 roku zdobyli także Puchar Anglii i dwa Puchary Ligi (w 1971 i 1973 roku). Nicholson wygrał osiem trofeów w swoim 16-letnim pobycie w klubie.

### Era Burkinshawa i Venablesa (1976-91)
Spurs doznali spadku po sukcesach na początku lat 70., a Nicholson zdecydował się zrezygnować z powodu złego startu w sezonie 1974-75. Drużyna została następnie zdegradowana pod koniec sezonu 1976-77 z Burkinshawem na stanowisku trenera. Burkinshaw szybko jednak przywrócił klub do czołówki. Drużyna, którą Burkinshaw przebudował wygrała Puchar Anglii w 1981 i 1982, a także Puchar UEFA w 1984 roku.
Lata osiemdziesiąte to okres zmian, który rozpoczął się od nowego etapu przebudowy na White Hart Lane, a także zmiany dyrektorów, które zajęły klub w kierunku bardziej komercyjnym. Irving Scholar, który przejął klub w listopadzie 1982 roku, wyemigrował Tottenham Hotspur na londyńskiej giełdzie papierów wartościowych w 1983 roku. Był to pierwszy klub angielski, który został przekształcony w przedsiębiorstwa handlowe.
Zadłużenia w klubie ponownie doprowadziłoby do zmiany sali konferencyjnej, a Terry Venables połączył się z biznesmenem Alanem Sugarem w czerwcu 1991 roku, aby przejąć kontrolę nad Tottenham Hotspur PLC. Firma Venablesa, który w 1987 roku został kierownikiem, podpisała kontrakty z takimi piłkarzami jak: Paul Gascoigne i Gary Lineker. W 1991 roku Spurs ponownie zwyciężyli w Pucharze Anglii, co czyni klub pierwszym, który wygrał osiem pucharów FA Cup.

### Premier League (2002-)
Tottenham był jednym z pięciu klubów, które zostały założycielami Premier League, utworzonego za zgodą Stowarzyszenia Piłki Nożnej, zastępując First Division lub też Division One jako najwyższy poziom angielskiej piłki nożnej. Pomimo sukcesów menedżerów i graczy, takich jak Teddy Sheringham, Jürgen Klinsmann i David Ginola, przez długi okres w Premier League aż do końca lat 90, Spurs zakończył większość sezonów poza czołówką, oraz z niewielką ilością zdobytych trofeów. W 1999 roku zdobyli Puchar Ligi Angielskiej pod kierownictwem George’a Grahama. Od początku roku 2000 klub znajdował się w pierwszej szóstce.
W lutym 2001 roku Sugar sprzedał swój udział w spółce Spurs ENIC Sports PLC, prowadzonej przez Joe Lewis i Daniela Levy’ego, a następnie został prezesem. Lewis i Levy ostatecznie posiadali 85% klubu, a Levy był odpowiedzialny za prowadzenie klubu. Klub w 2008 roku powtórzył sukces z 1999 roku i zdobył Puchar Ligi Angielskiej prowadzony przez Juande Ramosa. Wyniki sportowe zdecydowanie poprawiły się, gdy trenerem zespołu był Harry Redknapp. Wtedy w zespole grali tacy zawodnicy jak Gareth Bale czy Luka Modrić, a klub w sezonie 2010/2011 zakończył rozgrywki Premier League na czwartym miejscu.
W 2014 roku Maurico Pochettino został nowym szkoleniowcem Tottenhamu i pełnił tę rolę aż do 2019 roku. Sezon 2016/2017 Spurs zakończyli jako wicemistrzowie, co było ich najwyższym miejscem w lidze od lat 70. Po raz pierwszy w historii klub zagrał w finale Ligi Mistrzów, w którym uległ Liverpoolowi (2:0). Pochettino został zwolniony po słabym starcie w sezonie 2019/2020. W listopadzie miejsce trenera zajął José Mourinho, a na ławce zadebiutował 23 listopada w wygranym (3:2) meczu z West Ham United – było to pierwsze wyjazdowe zwycięstwo zespołu w lidze od stycznia 2019. Po słabych wynikach sportowych José Mourinho został zwolniony i zastąpiony przez tymczasowego trenera – Ryana Masona. 30 czerwca 2021 Nuno Espírito Santo został zaprezentowany jako trener na sezon 2021/2022, jednak po 4 miesiącach został zwolniony, a zastąpił go Antonio Conte.

## Sukcesy

### Trofea międzynarodowe
| \| \| Zdobyte trofea w rozgrywkach międzynarodowych (stan na: 21 maja 2025) \| |                                                                       |      |                  |
| Rozgrywki                                                                      | Osiągnięcie                                                           | Razy | Sezon(y)         |
| · Liga Mistrzów · (Puchar Europy)                                              | zdobywca                                                              | 0    |                  |
| · Liga Mistrzów · (Puchar Europy)                                              | finalista                                                             | 1    | 2019             |
| · Liga Europy · (Puchar UEFA)                                                  | zdobywca                                                              | 3    | 1972, 1984, 2025 |
| · Liga Europy · (Puchar UEFA)                                                  | finalista                                                             | 1    | 1974             |
| · Puchar Zdobywców                                                             | zdobywca                                                              | 1    | 1963             |
| · Puchar Zdobywców                                                             | finalista                                                             | 0    |                  |
| FIFA                                                                           | Zdobyte trofea w rozgrywkach międzynarodowych (stan na: 21 maja 2025) |      |                  |

### Trofea krajowe
| \| \| Zdobyte trofea w rozgrywkach Anglii (stan na: 9 grudnia 2021) \| |                                                               |      |                                                |
| Rozgrywki                                                              | Osiągnięcie                                                   | Razy | Sezon(y)                                       |
| · Mistrzostwo                                                          | I miejsce                                                     | 2    | 1951, 1961                                     |
| · Mistrzostwo                                                          | II miejsce                                                    | 5    | 1922, 1952, 1957, 1963, 2017                   |
| · Mistrzostwo                                                          | III miejsce                                                   | 6    | 1971, 1985, 1987, 1990, 2016, 2018             |
| · Puchar                                                               | zdobywca                                                      | 8    | 1901, 1921, 1961, 1962, 1967, 1981, 1982, 1991 |
| · Puchar                                                               | finalista                                                     | 1    | 1987                                           |
| · Puchar Ligi                                                          | zdobywca                                                      | 4    | 1971, 1973, 1999, 2008                         |
| · Puchar Ligi                                                          | finalista                                                     | 5    | 1982, 2002, 2009, 2015, 2021                   |
| Anglia                                                                 | Zdobyte trofea w rozgrywkach Anglii (stan na: 9 grudnia 2021) |      |                                                |

## Klubowe rekordy
- Rekordowa ilość widzów: 75 038 w meczu przeciwko Sunderlandowi, FA Cup, 5 marca 1938
- Najwyższe zwycięstwo: 13:2 w meczu przeciwko Crewe Alexandra, FA Cup, 3 lutego 1960
- Najwyższe ligowe zwycięstwo: 9:0 w meczu przeciwko Bristol Rovers, Division 2, 22 października 1977
- Najwyższa porażka: 0:7 w meczu przeciwko Liverpoolowi, Division 1, 2 września 1978
- Najwięcej występów: Steve Perryman, 854, 1969-1986
- Najwięcej bramek: Harry Kane, 280, 2009- 2023
- Najwięcej bramek w sezonie: Clive Allen, 49, 1986-1987
- Najwięcej bramek w lidze w sezonie: Jimmy Greaves, 37, 1962-1963
- Najwięcej występów w reprezentacji: Pat Jennings, 74 występy dla Irlandii Płn.
- Najwyższa suma transferu (otrzymana): Gareth Bale, 88 milionów funtów, Real Madryt, 2013[22]
- Najwyższa suma transferu (wydana):Tanguy Ndombele, 60 milionów euro, Olympique Lyon, 2019

## Producenci strojów i sponsorzy
| Okres     | Producent Strojów | Sponsor główny             | Pozostali sponsorzy |
| --------- | ----------------- | -------------------------- | ------------------- |
| 1907-11   | HR Brookes        | Brak                       | Brak                |
| 1921-30   | Bukta             | Brak                       | Brak                |
| 1935-77   | Umbro             | Brak                       | Brak                |
| 1977-80   | Admiral           | Brak                       | Brak                |
| 1980-83   | Le Coq Sportif    | Brak                       | Brak                |
| 1983-85   | Le Coq Sportif    | Holsten                    | Brak                |
| 1985-91   | Hummel            | Holsten                    | Brak                |
| 1991-95   | Umbro             | Holsten                    | Brak                |
| 1995-99   | Pony              | Hewlett-Packard            | Brak                |
| 1999-2002 | Adidas            | Holsten                    | Brak                |
| 2002-06   | Kappa             | Thomson Holidays           | Brak                |
| 2006-10   | Puma              | Mansion.com Casino & Poker | Brak                |
| 2010-11   | Puma              | Autonomy Corporation       | Brak                |
| 2011-12   | Puma              | Aurasma                    | Brak                |
| 2012-13   | Under Armour      | Aurasma                    | Brak                |
| 2013-14   | Under Armour      | HP                         | Brak                |
| 2014-17   | Under Armour      | AIA                        | Brak                |
| 2017-2021 | Nike              | AIA                        | Brak                |
| 2021-2024 | Nike              | AIA                        | Cinch               |
| 2024-     | Nike              | AIA                        | Kraken              |

## Derby północnego Londynu
Mecze z Arsenalem to dla kibiców Tottenhamu jeśli nie najważniejszy, to jeden z najważniejszych pojedynków w sezonie. Pierwsze spotkanie pomiędzy tymi drużynami odbyło się 11 grudnia 1887, lecz skończyło się 15 minut przed końcowym gwizdkiem, podczas prowadzenia ekipy „Spurs” 2:1. Po raz pierwszy w ligowych derbach zwyciężył Arsenal (1:0). W meczach między tymi dwoma zespołami lepszy bilans ma Arsenal, który wygrywał już 79 razy. Najwięcej bramek padło 13 grudnia 2004, kiedy to „Kanonierzy” zwyciężyli 5:4 na White Hart Lane. Największe zwycięstwo Arsenalu to 6:0, natomiast Tottenham 2-krotnie wygrywał 5:0.
| Wszystkie mecze |                     |        |                       |
| Mecze           | Zwycięstwa Arsenalu | Remisy | Zwycięstwa Tottenhamu |
| 210             | 88                  | 55     | 67                    |

## Stadion

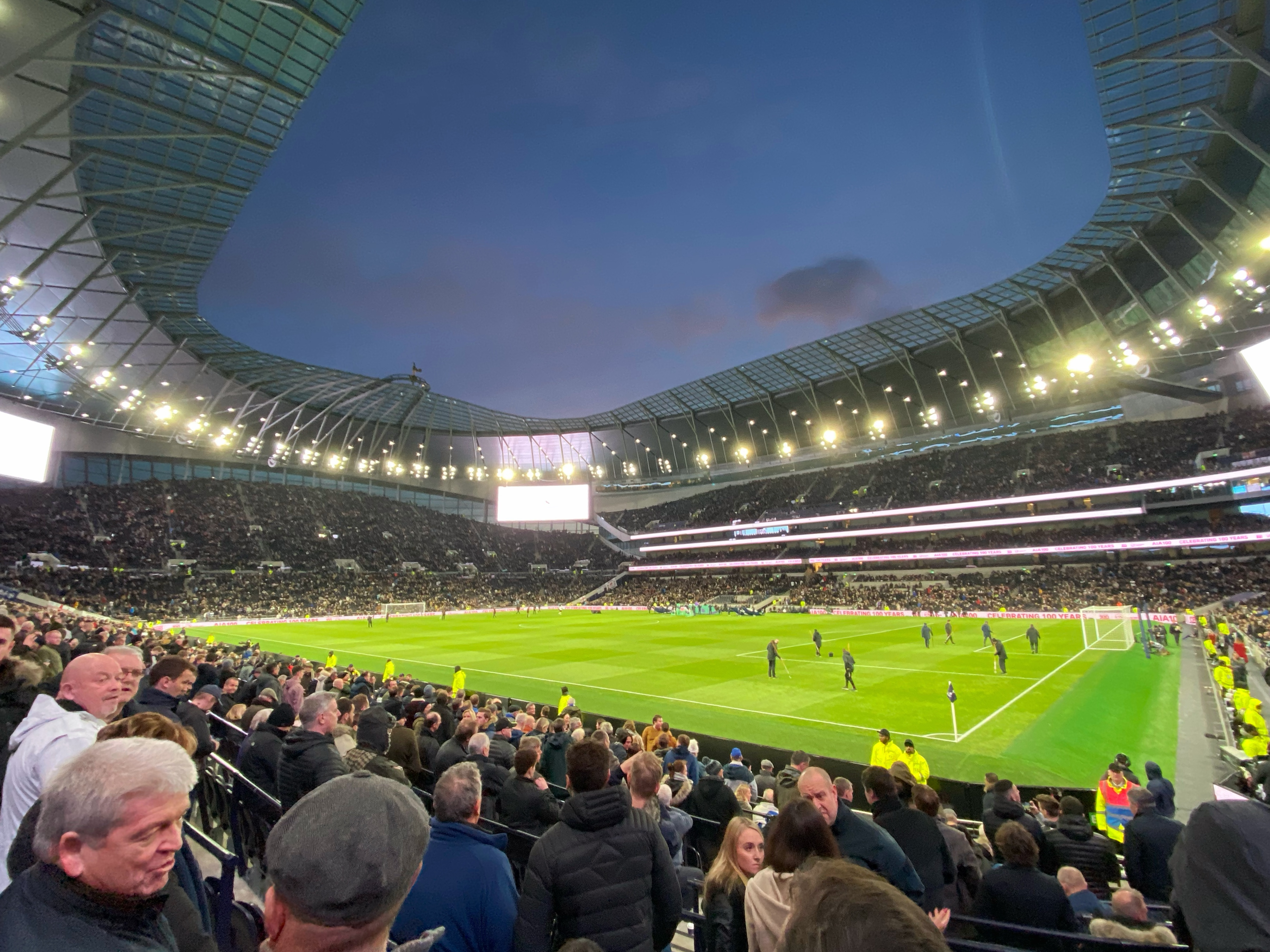
Tottenham Hotspur Stadium

Przez wiele lat, od 1899 do 2017 roku, obiektem domowym Tottenhamu był stadion White Hart Lane. W 2019 roku oddano do użytku nowy obiekt, Tottenham Hotspur Stadium, który częściowo powstał na terenie dawnego stadionu.

## Trenerzy
| - Frank Brettell (1898–1899) - John Cameron (1899–1907) - Fred Kirkham (1907–1908) - Peter McWilliam (1912–1927) - Billy Minter (1927–1929) - Percy Smith (1930–1935) - Wally Hardinge (1935, tymczasowo) - Jack Tresadern (1935–1938) - Peter McWilliam (1938–1942) - Arthur Turner (1942–1946) - Joe Hulme (1946–1949) - Jimmy Anderson (1949, tymczasowo) - Arthur Rowe (1949–1955) - Jimmy Anderson (1955–1958) - Bill Nicholson (1958–1974) - Terry Neill (1974–1976) - Keith Burkinshaw (1976–1984) - Peter Shreeves (1984–1986) - David Pleat (1986–1987) - Trevor Hartley (1987, tymczasowo) - Doug Livermore (1987, tymczasowo) |  | - Terry Venables (1987–1991) - Peter Shreeves (1991–1992) - Doug Livermore, Ray Clemence (1992–1993) - Osvaldo Ardiles (1993–1994) - Steve Perryman (1994, tymczasowo) - Gerry Francis (1994–1997) - Chris Hughton (1997, tymczasowo) - Christian Gross (1997–1998) - David Pleat (1998, tymczasowo) - George Graham (1998–2001) - David Pleat (2001, tymczasowo) - Glenn Hoddle (2001–2003) - David Pleat (2003–2004) - Jacques Santini (2004) - Martin Jol (2004–2007) - Juande Ramos (2007–2008) - Harry Redknapp (2008–2012) - André Villas-Boas (2012–2013) - Tim Sherwood (2013–2014) - Mauricio Pochettino (2014–2019) - José Mourinho (2019–2021) - Ryan Mason (2021, tymczasowo) - Nuno Espírito Santo (2021) - Antonio Conte (2021–2023) - Cristian Stellini (2023, tymczasowo) - Ange Postecoglou (2023–) |

## Obecny skład
Aktualny na 13 sierpnia 2025
| Nr | Poz. | Piłkarz                                         |
| -- | ---- | ----------------------------------------------- |
| 1  | BR   | Guglielmo Vicario                               |
| 3  | OB   | Radu Drăgușin                                   |
| 4  | OB   | Kevin Danso                                     |
| 6  | PO   | João Palhinha (wypożyczony z Bayernu Monachium) |
| 8  | PO   | Yves Bissouma                                   |
| 9  | NA   | Richarlison                                     |
| 10 | PO   | James Maddison                                  |
| 11 | NA   | Mathys Tel                                      |
| 13 | OB   | Destiny Udogie                                  |
| 14 | OB   | Archie Gray                                     |
| 15 | PO   | Lucas Bergvall                                  |
| 17 | OB   | Cristian Romero (kapitan)                       |
| 19 | NA   | Dominic Solanke                                 |
| 20 | NA   | Mohammed Kudus                                  |
| 21 | NA   | Dejan Kulusevski                                |

| Nr | Poz. | Piłkarz           |
| -- | ---- | ----------------- |
| 22 | NA   | Brennan Johnson   |
| 23 | OB   | Pedro Porro       |
| 24 | OB   | Djed Spence       |
| 27 | NA   | Manor Solomon     |
| 28 | NA   | Wilson Odobert    |
| 29 | PO   | Pape Matar Sarr   |
| 30 | PO   | Rodrigo Bentancur |
| 31 | BR   | Antonín Kinský    |
| 33 | OB   | Ben Davies        |
| 37 | OB   | Micky van de Ven  |
| 40 | BR   | Brandon Austin    |
| 44 | NA   | Dane Scarlett     |
|    | NA   | Bryan Gil         |
|    | OB   | Kōta Takai        |
|    | OB   | Luka Vušković     |

### Piłkarze na wypożyczeniu
| Nr | Poz. | Piłkarz                                               |
| -- | ---- | ----------------------------------------------------- |
| 18 | NA   | Yang Min-hyeok (w Portsmouth do 30 czerwca 2025)      |
| 35 | OB   | Ashley Phillips (w Stoke City do 30 czerwca 2025)     |
| 36 | NA   | Alejo Véliz (w Rosario Central do 30 czerwca 2025)    |
| 45 | PO   | Alfie Devine (w Preston North End do 30 czerwca 2025) |